# Resolució 365 del Consell de Seguretat de les Nacions Unides
La Resolució 365 del Consell de Seguretat de les Nacions Unides, fou aprovada el 13 de desembre de 1974 després de rebre la Resolució 2312 de l'Assemblea General de les Nacions Unides (que considerava la qüestió de Xipre) i assenyalant amb satisfacció l'aprovació unànime, el Consell va donar suport a la resolució de l'Assemblea General i insta les parts interessades a que l'apliquin al més aviat possible, demanar al Secretari General de les Nacions Unides que informi sobre el progrés de l'aplicació d'aquesta resolució.
No es van donar detalls sobre la votació, la resolució diu que va ser adoptada "per consens".